# 国立病院機構浜田医療センター
独立行政法人国立病院機構浜田医療センター（どくりつぎょうせいほうじん こくりつびょういんきこう はまだいりょうせんたー）は、島根県浜田市にある医療機関。独立行政法人国立病院機構が運営する病院である。
政策医療分野における悪性腫瘍、循環器病の専門医療施設であり、地域医療支援病院の承認を受けるほか、救命救急センターを有し、県西部の三次救急医療を担っている。浜田医療センター附属看護学校を併設する。

## 沿革
- 1898年 - 浜田衛戍病院（はまだ えいじゅびょういん）として創設。
- 1945年12月 - 厚生省に移管、国立浜田病院として一般市民の診療を開始。
- 1954年8月 - 浜田・那賀郡環境衛生事務組合立伝染病棟を併設。
- 1957年7月 - 総合病院の名称承認。
- 1963年4月 - 第1次整備病院として施設整備を開始。
- 1966年1月 - 医療法定床380床。
- 1978年
  - 4月 - 事務部長制の移行。
  - 7月 - へき地中核病院に指定。
  - 10月 - 輪番制救急病院に指定。
- 1988年4月 - 事務部に医事課を新設。
- 1996年7月 - エイズ治療拠点病院に指定。
- 2000年
  - 4月 - 診療情報室設置。
  - 6月 - 浜田・那賀郡環境衛生事務組合立伝染病棟を廃止。医療法定床350床となる。
- 2001年1月6日 - 厚生労働省に移管。
- 2002年7月 - 地域医療連携室設置。
  - 9月 - 地域がん診療連携拠点病院に指定。
- 2003年
  - 4月 - 臨床研修病院、へき地医療拠点病院に指定。
  - 6月 - 医療法定床354床（一般病床350床、感染症病床4床）となる。日本医療機能評価機構 病院機能評価の認定を受ける。
- 2004年4月1日 - 独立行政法人国立病院機構発足に伴い、現名称の独立行政法人国立病院機構浜田医療センターとなる。
- 2005年
  - 4月 - 救命救急センターに指定。
  - 12月22日 - 地域医療支援病院に指定。
- 2009年11月1日 - 浜田駅貨物ホーム跡の現在地に移転。許可病床数365床（一般病床361床、感染症病床4床）となる。紙のカルテから電子カルテに移行。
- 2012年9月 - 独立行政法人国立病院機構災害拠点病院に指定。
- 2013年1月 - 地域災害拠点病院に指定。
- 2017年12月1日 - 日本医療機能評価機構 病院機能評価3rdG:Ver.1.1（一般病院2、リハビリテーション病院）の認定。
- 2023年
  - 2月10日 - 日本医療機能評価機構 病院機能評価3rdG:Ver.2.0（一般病院2、リハビリテーション病院）の認定更新。
  - 8月 - 紹介受診重点医療機関に指定。
- 2024年9月1日 - 医療法定床347床（一般病床343床、感染症病床4床）となる。

## 診療科
- 内科（総合診療科）
- 血液内科
- 腎臓内科
- 糖尿病内科
- 内分泌・代謝内科
- 呼吸器内科
- 脳神経内科
- 消化器内科
- 循環器内科
- 精神科
- 小児科
- 外科
- 整形外科
- 形成外科
- 脳神経外科
- 呼吸器外科
- 心臓血管外科
- 皮膚科
- 泌尿器科
- 産婦人科
- 耳鼻咽喉科
- リハビリテーション科
- 放射線科
- 救急科
- 麻酔科
- 病理診断科
- 歯科口腔外科

## 医療機関の指定等
- 保険医療機関
- 救急告示医療機関
- 労災保険指定医療機関
- 指定自立支援医療機関（更生医療・育成医療・精神通院医療）
- 身体障害者福祉法指定医の配置されている医療機関
- 生活保護法指定医療機関
- 結核指定医療機関
- 指定養育医療機関
- 戦傷病者特別援護法指定医療機関
- 原子爆弾被害者医療指定医療機関
- 原子爆弾被害者一般疾病医療取扱医療機関
- 第二種感染症指定医療機関
- 地域医療支援病院
- 在宅療養後方支援病院
- へき地医療拠点病院
- 救命救急センター
- 臨床研修病院
- がん診療連携拠点病院
- エイズ治療拠点病院
- 特定疾患治療研究事業委託医療機関
- DPC対象病院
- 指定小児慢性特定疾病医療機関
- 災害拠点病院

## 交通アクセス
- JR西日本山陰本線浜田駅から自由通路を利用し徒歩2分。